# Leptodon cayanensis
Il nibbio testagrigia (Leptodon cayanensis Latham, 1790) è un rapace della famiglia degli Accipitridi.

## Descrizione
Il nibbio testagrigia misura 46–54 cm di lunghezza e pesa 410-605 g. Possiede ali e coda lunga e, nell'adulto, la colorazione grigia della testa risalta nettamente su quella bianca di addome e petto, così come quella nera del dorso. La coda, nera, presenta tre larghe fasce bianche, la più prossimale delle quali di ampiezza inferiore e parzialmente nascosta dalle piume del ventre. Le zampe sono robuste e color grigio-bluastro, lo stesso colore della pelle nuda attorno alle narici, mentre il becco è blu. Gli esemplari giovani hanno un piumaggio diverso e possono presentarsi in due forme distinte, quella chiara e quella scura. La forma chiara è simile all'adulto, ma ha testa e collo bianchi, con vertice e stria oculare neri, becco nero e zampe gialle. La forma scura ha testa, collo e regione dorsale di colore nerastro, e regione ventrale color camoscio listata da strisce scure.

## Distribuzione e habitat
Il nibbio testagrigia è una specie a distribuzione neotropicale ed è presente dal Messico fino al Paraguay e al nord dell'Argentina. In Brasile è presente ovunque vi siano aree boschive, ma al di fuori dell'Amazzonia è considerato poco comune.
Questo nibbio vive in boschi e foreste aperte, foreste rivierasche, foreste secche e cerrado, e solo raramente viene avvistato in zone dalla vegetazione più aperta. Si aggira nelle foreste ed è in grado di volare a grande altezza. Nonostante le dimensioni, si sposta con facilità attraverso la fitta vegetazione ed è difficile da individuare. Nel volo planato si pone controvento e sbatte soltanto la punta delle ali, mantenendo fermo il resto. Le ali, viste dal basso, sono nere, con le penne listate di grigio chiaro.

## Biologia

### Alimentazione
La dieta di questa specie è varia, essendo costituita da larve di insetti e insetti adulti come vespe, formiche, coleotteri e cavallette, oltre che da uova di uccelli e piccoli invertebrati, come molluschi. Inoltre può catturare con rapidità insetti in volo e persino serpenti e piccole lucertole.

### Riproduzione
La maggior parte delle informazioni relative alla riproduzione in questa specie derivano dagli studi effettuati da Thorstrom (1997) in Guatemala e da Carvalho Filho et al. (2005) in Brasile. Il nido è una struttura costituita da ramoscelli posta su un albero. Depone 1-2 uova bianche macchiate di marrone, grandi in media 53,1 × 41,5 mm. Thorstrom e Carvalho Filho et al. hanno osservato in entrambi i casi i genitori incubare le uova, e fornire successivamente cibo ai pulcini. Nei tre nidi studiati da Carvalho Filho et al. nello stato di Minas Gerais, la costruzione del nido ebbe inizio nel mese di settembre, la cova si protrasse per metà del mese di ottobre e i piccoli si ricoprirono interamente di piume nel novembre/dicembre dello stesso anno.

## Tassonomia
Attualmente vengono riconosciute 2 sottospecie di nibbio testagrigia:
- L. c. cayanensis (Latham, 1790) (da Messico sud-orientale a Ecuador, Amazzonia e Guyane, Trinidad);
- L. c. monachus (Vieillot, 1817) (da Brasile centrale ad Argentina settentrionale).

Il rarissimo nibbio dal collare bianco, L. forbesi, era considerato in passato una forma di L. cayanensis dal piumaggio aberrante, ma è stato riconosciuto come specie a parte da Teixiera et al. (1987).